# کوتاه‌چهره‌ها
کوتاه‌چهره‌ها (نام علمی: Tremarctini) نام یک تبار از زیرخانواده کوتاه‌چهرگان است.